# Bad Godesberg
Bad Godesberg eller bara Godesberg är en stadsdel i södra Bonn i tyska Nordrhein-Westfalen, på floden Rhens västra sida. Före 1969 var det en självständig stad. Stadsdelen har cirka 74 000 invånare.

## Historia
Godesberg finns nämnt i källorna redan år 772, och omkring år 1210 byggdes borgen Godesburg på en basaltklippa ovanför platsen.
Tidigare var Bad Godesberg en kurort, känd för sin kolsyrehaltiga, starkt radioaktiva mineralkälla i Alt-Godesberg, vars vatten användes till såväl brunnsdrickning som bad. Källan ansågs främst bota hjärtsjukdomar, nervsjukdomar och reumatiska sjukdomar. 1905 hade orten drygt 2 500 kurgäster om året, en siffra som 1928 hade vuxit till 24 000 om året. Stadsrättigheter erhölls 1935, då platsen hade vunnit betydelse som kurort.
I Bad Godesberg förhandlade Adolf Hitler och Neville Chamberlain i september 1938 om Tjeckoslovakiens delning, vilket ledde fram till Münchenavtalet.